# Anthrax capicola
Anthrax capicola är en tvåvingeart som beskrevs av Wray Merrill Bowden 1980. Anthrax capicola ingår i släktet Anthrax och familjen svävflugor. Inga underarter finns listade i Catalogue of Life.